# Титмусс, Ричард
Ричард Моррис Титмусс (англ. Richard Morris Titmuss; 16 октября 1907 — 6 апреля 1973) — британский исследователь-социолог, преподаватель, профессор Лондонской школы экономики. Он сыграл ключевую роль в учреждении социальной политики и управления в качестве академической дисциплины (сейчас известна в университетах как социальная политика), как в Британии, так и на международном уровне, а также, будучи влиятельной персоной и советником в британской Лейбористской партии и зарубежных правительствах, — в построении государства всеобщего благосостояния. Его публикации охватывают такие разнообразные темы, как классовое неравенство, демография, распределение дохода, экономические и нравственные аспекты донорства крови.

## Биография
Ричард Титмусс родился в 1907 году в семье фермера. Покинув школу в возрасте 14 лет, посещал бухгалтерские курсы в местном коммерческом колледже. Был сначала рассыльным, а затем клерком в фирме по страхованию жизней, где проработал 16 лет. В свободное от работы время, по вечерам и выходным, интересовался социальными темами посредством чтения, письма, участия в дебатах. Первоначальные его интересы были связаны со страхованием, возрастной структурой населения, миграцией, безработицей.

## Карьера и публикации
Его первая книга, «Бедность и население», была опубликована в 1936 году. Основное внимание в ней уделялось региональным различиям между Севером и Югом, а также взаимосвязи между плохим питанием и другими факторами окружающей среды с предотвратимой смертью. В это же время Титмусс проявляет активную позицию в Британском евгеническом обществе, цель которого заключалась в том, чтобы «способствовать евгеническому обучению и пониманию дома, в школе и в других местах». Приверженность евгеническим взглядам и связь с Британским евгеническим обществом способствовала знакомству с Александром Карр-Саундерсом, который в 1937 году занял пост директора Лондонской школы экономики, однако его связь с евгеникой также выходила за пределы Британского евгенического общества, охватывая его личные интересы и знакомства.

#### Военные и послевоенные годы
В 1942 году Ричард Титмусс был приглашен присоединиться к Секретариату Кабинета министров для написания официальной истории социальной политики во время Второй Мировой войны. Работа под названием «Проблемы социальной политики» была опубликована в 1950 году. Она демонстрировала, насколько много может быть сделано правительством в сфере справедливого перераспределения ресурсов, наглядно отображала откровения, связанные с потребностью средних классов знать о том, как на самом деле живет другая половина.
После войны Титмусс присоединился к своему другу и напарнику по проекту по социальной медицине Джерри Моррису, вместе с которым они трудились над созданием Подразделения Исследований в социальной медицине под спонсорством Совета по медицинским исследованиям. Вскоре после этого Титмуссу было предложено место в Лондонской школе экономики, где он стал первым профессором социального управления и учредил социальную политику как академическую дисциплину. Под его руководством факультет стал крупнейшим и самым влиятельным в Европе в своем роде, сумев завоевать международную репутацию за качество преподавания социального управления. На этой должности он работал до своей смерти в 1973 году.

#### Публикации в период работы в ЛШЭ
За годы работы в Лондонской школе экономики Ричард Титмусс опубликовал семь книг и множество статей. Две из его опубликованных книг были собраниями его статей и лекций: «Очерки социального государства» (1958) и «Приверженность благосостоянию» (1968). Эссе «Социально разделение благосостояния» (1958) бросило вызов общепринятым взглядам на социальную политику: он утверждал, что для того, чтобы рассмотреть, кто и для каких нужд получает пособие, необходимо рассматривать более широкий объем данных, чем ограниченные правительственные определения социальных услуг.
Работа Титмусса «Приверженность благосостоянию» затрагивала период его работы в ключевых правительственных комитетах: Комиссия по связям с общественностью, которая была создана для улучшения «расовых отношений»; Королевская комиссия по медицинскому образованию; Комиссия по дополнительным льготам (в которой он позже стал заместителем председателя).
Второе издание «Приверженности благосостоянию» было опубликовано в 1976 году. Вступление к нему было написано Брайаном Абель-Смитом, который позже занял должность Ричарда Титмусса в Лондонской школе экономики. Они также вместе работали над созданием «Стоимости национальной службы здравоохранения» (1956), которая являлась результатом другого правительственного комитета, работа которого была направлена на расследование возрастающих доходов на национальную службу здравоохранения. В этой работе Абель-Смит и Титмусс доказали, что стоимость услуги на душу населения была фактически постоянной, что, таким образом, помогало сохранить национальную службу здравоохранения.
Ричард Титмусс также сотрудничал с Питером Таунсендом, который изучал проблемы бедности и неравенства в отношении здоровья. Титмусс, Абель-Смит и Таунсенд были известны как «святая троица».
В работе «Распределение доходов и социальные изменения» (1962) Титмусс отошел от данных официальной статистики, продемонстрировав более убедительную реальность, заключающуюся в постоянно расширяющейся пропасти между социальными классами в отношении управления доходами и другими видами капиталов.

#### «Отношение дара» (1970) («The Gift Relationship»)
Последняя книга Ричарда Титмусса, «Отношение дара: От донорства крови до общественной политики» (1970), выдержала больше всего изданий. В ней он обращает внимание и сравнивает между собой эффективность коммерческих и некоммерческих систем донорства крови в США и Великобритании. Титмусс утверждает, что в первом случае, когда ставка делается на добровольное донорство, ситуация морально и экономически превосходит ситуацию во втором, когда люди в определенных стесненных условиях могут быть вынуждены продавать свою не всегда качественную кровь коммерческим организациям.
В Соединенном Королевстве эта книга стала своеобразным стимулом к освобождению от рыночных отношений донорства, послужив закреплению политики добровольной сдачи крови. В США эта работа Титмусса способствовала утверждению изменений в порядке сдачи крови: ранее услуги доноров оплачивались, а теперь начался переход на добровольную систему сдачи крови. В «Отношении дара…» наиболее ярко прослеживается моральная позиция, которая отражает все работы Ричарда Титмусса: он считает, что материалистическое, стяжательское общество, которое в основе своей имеет иерархию власти и привилегий, игнорирует импульс к альтруизму, который необходим для благополучия. По его мнению, социальная политика должна иметь своей целью укрепление альтруистических ценностей в обществе, а также преодоление социального неравенства, а социальное обеспечение должно включать более широкий спектр услуг, чем страхование общества от несчастных случаев.

## Влияние
Работы Ричарда Титмусса были не такие объемные и широко известные, как у многих других исследователей, так как много времени он уделял консультированию и поддержке правительств и политиков со всего мира. Важнее всего для него было время, которое он посвящал обучению других: Титмусс комментировал черновики, предлагал альтернативные варианты развития мысли, переписывал плохо написанные тексты.
К моменту смерти Ричард Титмусс был ведущей британской персоной в области социальной политики, по крайней мере, среди социал-демократов и либералов. Термин «Парадокс Титмусса», который был сформулирован на основе его книги «Отношение дара», указывал на необходимость положить конец социально-экономическому неравенству и неравенству в области здравоохранения. Он также выражает понимание того, что частные профессиональные пенсионные схемы являются таким же «благосостоянием», как и государственные пенсии по старости; убеждение, что «свободный рынок» не может служить социальным потребностям общества.
Учитывая широту и нравственную цель своих взглядов, Ричард Титмусс продолжает и в наши дни иметь своих сторонников и поклонников.